# Peyotesmåkaktus
Peyotesmåkaktus (Turbinicarpus lophophoroides) är en suckulent halvgeofyt inom småkaktussläktet och familjen kaktusväxter. Den blir från 3 till 3,5 centimeter hög och 4 till 4,7 centimeter i diameter. Arten beskrevs för första gången av Erich Werdermann 1934.